# Windows Package Manager
Windows Package Manager (winget) は、Windows 10及びWindows 11向けのフリーかつオープンソースのパッケージ管理システムである。
コマンドラインユーティリティと、アプリケーションをインストールするための一連のサービスから構成されている。ISVのソフトウェアパッケージの配布チャネルとして利用されている。

## 歴史
Windows Package Managerは2020年5月のMicrosoft Build 2020で初めて発表された。
Windows Package Managerの開発が決定する前、開発チームは様々な代替オプションを検討し、Chocolatey、Scoop及びNiniteなどの有名なパッケージ管理システムの開発チームや、AppGet、Npackd及びPowerShellベースのOneGetなどと協議を行った。
wingetのリリース後、AppGetの開発者であるKeivan Beigiは、マイクロソフトがAppGetを買収し、2019年12月から彼を雇用するという名目で話し合ったと主張した。しかしその後、wingetのリリースの前日に雇用しない通達があるまでマイクロソフトからの連絡は途絶えた。wingetのリリース後、彼はAppGetのメンテナンスを2020年8月に終了することを発表した。彼はAppGetとwingetの類似性を主張し、AppGetプロジェクトに対する帰属表示などがないことに失望したとした。これに対して、マイクロソフトはブログにてAppGetがwingetの多くの機能に貢献したことを投稿した。
2021年5月27日に、バージョン1.0がリリースされた。その後もアップデートを続け、2024年7月6日時点でバージョン1.9まで進んでいる。
WinGetなどのコマンドラインベースのツールをGUIで操作するサードパーティー製フリーソフトウェアとして、UniGetUI（旧：WingetUI）がある。

## 概要
wingetはEXE、MSIX、およびMSIなど様々な形式のインストーラをサポートしている“Use the winget tool to install and manage applications | Microsoft Learn”.   Microsoft. 2024年3月20日閲覧。。
パブリックリポジトリはサポートされているアプリケーションのマニフェストファイルをYAML形式でホストしている。
マルウェアがリポジトリやコンピュータに侵入する可能性を減らすため、Windows Package ManagerはMicrosoft SmartScreen、静的解析及びSHA-256ハッシュ検証を利用している。
wingetのソースコード及びコミュニティベースのマニフェストリポジトリはMITライセンスの下でライセンスされており、GitHubでホストされている。

## 使用例
以下は、マイクロソフトのソースコードエディタであるVisual Studio Codeをインストールする場合の例である:
```
PS 
C
:\
Users
\
Wikipedia
>
 
winget
 
install
 
vscode

```